# جزيرة سيبل
جزيرة سيبل هي جزيرة بطول 110 كم تغطيها الثلوج منذ فترة طويلة واقعة إلى الشرق من خليج ريجلي على طول الجرف الجليدي غيتز قبالة ساحل باكوتيس من أرض ماري بيرد ، أنتاركتيكا. ويقع المركز في 73°39′S 125°12′W / 73.650°S 125.200°W
مساحتها 6,390 كيلومتر مربع، ويسيطر عليها بركان جبل سيبل ، الذي يرتفع إلى 3,110 م مما يجعلها تحتل المرتبة السابع عشرة في جزر العالم من حيث أقصى ارتفاع .
كانت جزيرة الجبل مسماة من قبل اللجنة الاستشارية في الولايات المتحدة المعنية بالأسماء في أنتاركتيكا (ACAN) في عام 1967 تكريما لمسكتشف المناطق القطبية بول سيبل (1908-1968)، عضو بعثة الاميرال بيرد.

## وصلات خارجية
- مركز المسح الجيولوجي الأمريكي، أطلس لبحوث القطب الجنوبي